# Cerezo de Arriba
Cerezo de Arriba ist eine Gemeinde in der spanischen Provinz Segovia. Sie liegt im Süden der Autonomen Region Kastilien und León, an der Nordwestabdachung der Sierra de Guadarrama. Sie hat 134 Einwohner (Stand: 2024). 

## Geographie
Cerezo de Arriba liegt etwa 48 Kilometer nordöstlich vom Stadtzentrum von Segovia in einer Höhe von ca. 1130 m. 
Cerezo de Arriba befindet sich innerhalb der Zone des kontinentalen mediterranen Klimas.

## Bevölkerungsentwicklung
| Jahr      | 1970 | 1981 | 1991 | 2001 | 2011 | 2021 |
| Einwohner | 266  | 165  | 201  | 196  | 203  | 134  |

## Sehenswürdigkeiten
- Johanniskirche (Iglesia de San Juan)
- Marienkapelle

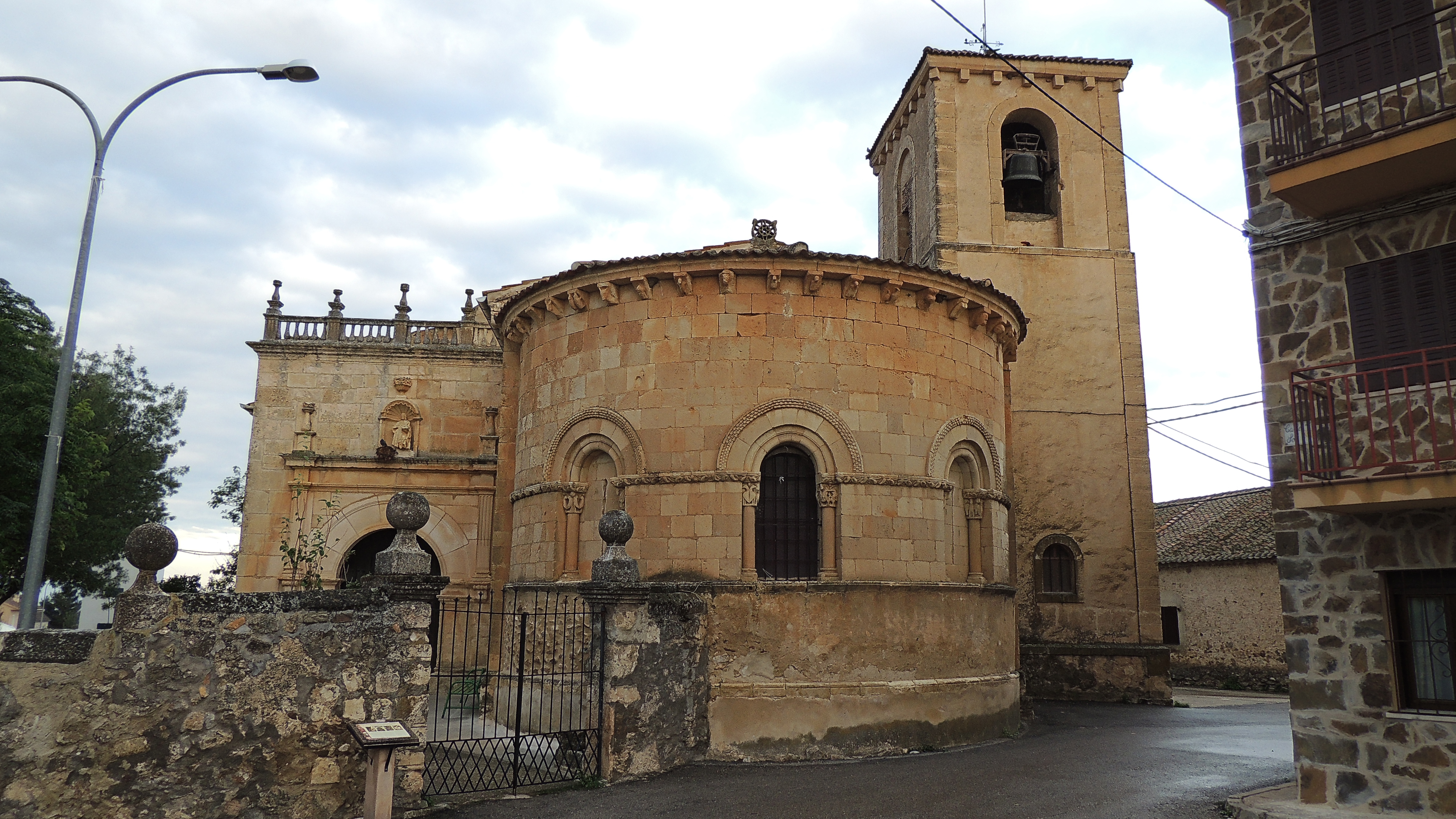
Johanniskirche